# Misa glagolítica
La Misa glagolítica (en checo: Glagolská mše; en eslavo eclesiástico, Mša glagolskaja; también llamada Missa Glagolitica o Misa eslava) es una composición para solistas (soprano, contralto, tenor, bass), doble coro, órgano y orquesta de Leoš Janáček. La obra fue terminada el 15 de octubre de 1926 y estrenada por el Sociedad de las Artes de Brno, bajo la dirección de Jaroslav Kvapil, en Brno, el 5 de diciembre de 1927. Janáček revisó la misa el próximo año.
El alfabeto glagolítico fue una de los primeros alfabetos eslavos, predecesor del moderno alfabeto cirílico.

## Contexto
El texto está en antiguo eslavo eclesiástico, con cinco movimientos vocales que corresponden a la misa católica, omitiendo el "Dona nobis pacem" en el Agnus Dei. Los orígenes musicales de la obra, se pueden remontar a que Janáček puso música a los textos en latín del Kyrie, Agnus Dei, y el Credo de órgano y coro. Este fue utilizado como un ejercicio de dictado para sus estudiantes de composición en 1908.
Janáček tenía una amplia experiencia trabajando con coros, y había compuesto una gran cantidad de música coral. Comienza y termina con triunfantes fanfarrias dominadas por los metales. Entre estas secciones aparecen partes particularmente vibrantes y rítmicas escritas para voces solistas así como para el coro. Antes de la Intrada final, Janáček presenta un espectacular solo de órgano de gran originalidad – un moto perpetuo de tremenda energía. La Misa glagolítica se considera un importante trabajo del siglo y es frecuentemente interpretado y grabado hoy.
Janáček era un gran partidario del paneslavismo, y esta misa ha sido vista como una celebración de la cultura eslava.

## Estructura
Sus ocho movimientos son:
1. Úvod – Introducción (orquesta)
2. Gospodi pomiluj – Kyrie
3. Slava – Gloria
4. Vĕruju – Credo
5. Svet – Sanctus
6. Agneče Božij – Agnus Dei
7. Varhany sólo (Postludium) – solo de órgano
8. Intrada – Éxodo

Aunque esta versión es considerada la versión "estándar" que se interpreta hoy en día, la investigación de los manuscritos de Janáček sugiere que la Intrada estaba destinado a ser tocada también al inicio de la obra, creando una forma simétrica en nueve movimientos con el Vĕruju en el centro. Además, se descubrió que otras secciones de la obra se habían simplificado en la métrica y la orquestación. Algunos de los movimientos son arreglos de composiciones anteriores: el Svet, por ejemplo, se deriva del Sanctus del compositor de la Misa en mi bemol.

## Orquestación
La misa está escrita para soprano, alto, tenor y bajo, doble coro SATB y una orquesta de 4 flautas (2-4 doblando flautines), 2 oboes, corno inglés, 3 clarinetes (el 3.º doblando elclarinete bajo), 3 fagotes (el 3.º doblando el contrafagot), 4 trompas, 4 trompetas, 3 trombones, tuba, timbales, glockenspiel, triángulo, tambor, platillos, tam-tam, campanas tubulares, 2 arpas, celesta, órgano y cuerdas (1 y 2 violines, violas, violonchelos y contrabajos).